# Melitta (Vorname)
Melitta ist ein weiblicher Vorname.

## Herkunft und Bedeutung
Melitta ist eine altgriechische Variante zu Melissa und bedeutet „Biene“.
Der Name ist in Deutschland erst in der Neuzeit bekannt geworden.

## Namenstag
15. September

## Bekannte Namensträgerinnen
- Melitta (Heilige) († um 150), christliche Märtyrerin und Heilige

- Melitta Aigner (* 1961), österreichische Leichtathletin (Fünfkampf und Siebenkampf)
- Melitta Bentz (1873–1950), deutsche Unternehmensgründerin und Erfinderin des Kaffeefilters
- Melitta Berg (* 1939), deutsche Schlagersängerin
- Melitta Breznik (* 1961), österreichische Ärztin und Schriftstellerin
- Melitta Brunner (1907–2003), österreichische Eiskunstläuferin
- Melitta Gerhard (1891–1981), US-amerikanische Literaturhistorikerin deutscher Herkunft
- Melitta Gillmann (* 1984), deutsche Germanistin und Hochschullehrerin
- Melitta Klefer (1893–1987), deutsche Schauspielerin, Tänzerin und Sängerin
- Melitta Kliege (* 1962), deutsche Kunsthistorikerin und Ausstellungskuratorin
- Melitta Marxer (1923–2015), Liechtensteiner Aktivistin und Frauenrechtlerin
- Melitta Mitscherlich (1906–1992), deutsche Ärztin und Psychoanalytikerin
- Melitta Muszely (1927–2023), österreichische Opernsängerin (Sopran) und Gesangspädagogin
- Melitta Otto-Alvsleben (1842–1893), deutsche Opernsängerin (Sopran) und Gesangspädagogin
- Melitta Rühn (* 1965), rumänische Kunstturnerin
- Melitta Schachner Camartin (* 1943), deutsche Neurobiologin
- Melitta Schenk Gräfin von Stauffenberg (1903–1945), deutsche Flugpionierin
- Melitta Schmideberg (1904–1983), österreichisch-britische Psychoanalytikerin
- Melitta Schnarrenberger (1909–1996), deutsche Malerin und Kommunalpolitikerin
- Melitta Sollmann (* 1958), deutsche Rennrodlerin
- Melitta Sperling (1899–1973), austroamerikanische Ärztin und Psychoanalytikerin
- Melitta Trunk (* 1955), österreichische Politikerin (SPÖ)
- Melitta Urbancic (1902–1984), österreichisch-isländische Sprachwissenschaftlerin, Schauspielerin, Lyrikerin und Bildhauerin
- Melitta Wiedemann (1900–1980), deutsche Journalistin und Publizistin